# Renato Dulbecco

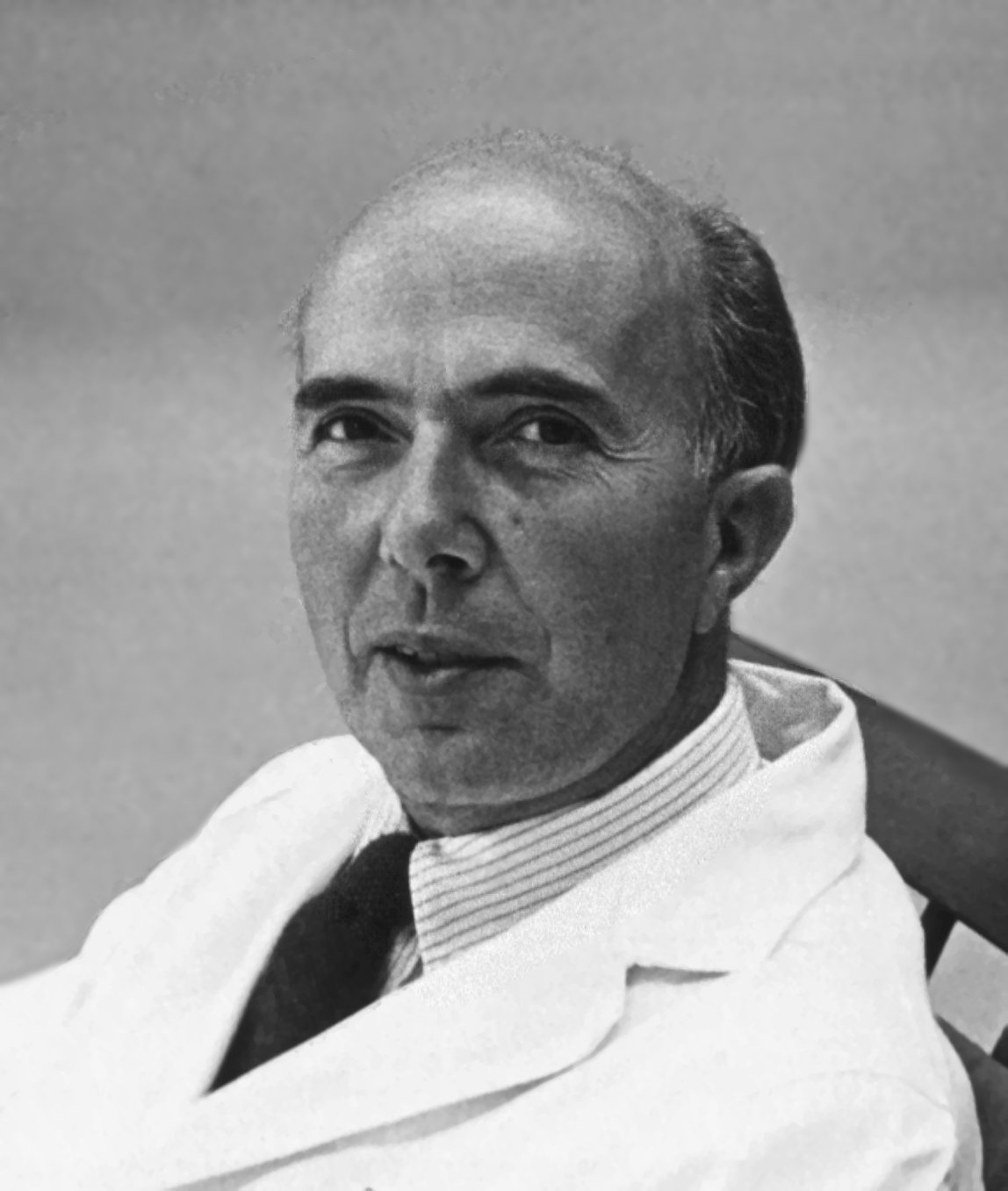
Renato Dulbecco

Renato Dulbecco (* 22. Februar 1914 in Catanzaro, Italien; † 19. Februar 2012 in La Jolla, Kalifornien, USA) war ein italienisch-amerikanischer Mediziner, Bakteriologe, Mikrobiologe und Molekularbiologe sowie Nobelpreisträger.

## Leben
Dulbecco wuchs in Ligurien im Küstenort Imperia auf, erwarb mit 16 Jahren seinen Gymnasialabschluss und studierte Medizin an der Universität Turin, wo er sich vor allem mit Biologie und unter dem Anatomen Giuseppe Levi mit Histologie beschäftigte. Dort lernte er Salvador Luria und Rita Levi-Montalcini kennen, die mit ihm studierten und mit denen er sich befreundete. 1936 machte er seinen Abschluss in Pathologie. 1936 bis 1938 leistete er seinen Militärdienst als Arzt, diente im Zweiten Weltkrieg an der Front in Frankreich und Russland und wurde verwundet. Nach der Entlassung aus dem Militär schloss er sich dem italienischen Widerstand gegen die deutsche Besatzung an. Nach dem Krieg war er wieder im Labor von Levi.
1947 übersiedelte Dulbecco in die USA, zunächst nach Bloomington (Indiana), wo er mit Salvador Luria Bakteriophagen erforschte. 1949 wechselte er ans Caltech, wo er sich der Bakteriophagen-Forschungsgruppe von Max Delbrück anschloss. Hier begann er seine Arbeiten zu tierischen Tumorviren. Im Jahr 1959 entwickelte er das Zellkulturmedium Dulbecco’s Modified Eagle’s Medium. Ab 1962 forschte Dulbecco am Salk Institute for Biological Studies in La Jolla, Kalifornien und ab 1972 am Imperial Cancer Research Institute in London. Mitte der 1980er Jahre gehörte er zu den Initiatoren des Human Genome Project. 1993 bis 1997 war er Direktor des Institute of Biomedical Technologies des nationalen italienischen Forschungsrats C.N.R. in Mailand. Gleichzeitig war er weiter Mitglied des Salk Institute.
Ende der 1950er Jahre war Howard Temin sein Student ebenso wie David Baltimore. Dulbecco zeigte mit seiner Gruppe, dass manche Onkoviren ihr Erbmaterial in das Genom des Wirts einbauen. Später zeigten Temin und Baltimore unabhängig voneinander, dass dies mit der von ihnen entdeckten Reversen Transkriptase geschieht, die ein zentrales Instrument der Gentechnik wurde und beim Humanen Immundefizienz-Virus (HIV) vorkommt. Beim Menschen werden zwar nur einige Krebsarten von Onkoviren verursacht, der an deren Beispiel aufgezeigte Mechanismus spielte aber auch eine bedeutende Rolle bei der Aufklärung der Ursache anderer Krebserkrankungen (Tumor-Gene und Anti-Gene).
In den 2000er Jahren befasste er sich mit Krebs-Stammzellen und wies nach, dass eine einzige solche Zelle Krebs in Mäusen auslösen kann.

## Ehrungen und Mitgliedschaften
1961 wurde Dulbecco in die National Academy of Sciences, 1965 in die American Academy of Arts and Sciences gewählt und er war Fellow der Royal Society (1974). 1993 wurde er gewähltes Mitglied der American Philosophical Society. 1964 erhielt er den Albert Lasker Award for Basic Medical Research, 1965 den Howard Taylor Ricketts Award und den Marjory Stephenson Prize, 1967 den Paul-Ehrlich-und-Ludwig-Darmstaedter-Preis, 1973 den Louisa-Gross-Horwitz-Preis, 1974 den Selman A. Waksman Award in Microbiology und die Leeuwenhoek-Medaille der Royal Society. 1975 erhielt er zusammen mit David Baltimore und Howard M. Temin den Nobelpreis für Physiologie oder Medizin „für ihre Entdeckungen auf dem Gebiet der Wechselwirkungen zwischen Tumorviren und dem genetischen Material der Zelle“. Am 2. Mai 2022 wurde ein Asteroid nach ihm benannt: (17749) Dulbecco.

## Werke
- Der Bauplan des Lebens. Die Schlüsselfragen der Biologie. Piper, München u. a. 1991, ISBN 3-492-03333-4.
- (mit Riccardo Chiaberge): Konstrukteure des Lebens. Medizin und Ethik im Zeitalter der Gentechnologie. Piper, München u. a. 1991, ISBN 3-492-11415-6 (Piper 1415).
- Encyclopedia of Human Biology. Sand Diego 1997.